# Liste der Kulturdenkmäler in Wallenborn
In der Liste der Kulturdenkmäler in Wallenborn sind alle Kulturdenkmäler der rheinland-pfälzischen Ortsgemeinde Wallenborn aufgeführt. Grundlage ist die Denkmalliste des Landes Rheinland-Pfalz (Stand: 17. Juli 2023).

## Einzeldenkmäler
| Bezeichnung                            | Lage                                       | Baujahr                           | Beschreibung                                                                             | Bild                           |
| -------------------------------------- | ------------------------------------------ | --------------------------------- | ---------------------------------------------------------------------------------------- | ------------------------------ |
| Wegekreuz                              | Hauptstraße, Ecke In der Holl Lage         | erste Hälfte des 17. Jahrhunderts | Schaftkreuz, sogenannter Kyllburger Typ, Rotsandstein, erste Hälfte des 17. Jahrhunderts | Fotos hochladen                |
| Katholische Filialkirche St. Sebastian | Kirchstraße 2 Lage                         | 1814                              | Saalbau von 1814, 1951 erweitert; im Kirchhof Wegekreuz, Sandstein, bezeichnet 1684      | weitere Bilder Fotos hochladen |
| Heiligenhäuschen                       | Neue Straße, bei Nr. 1 Lage                | 1812                              | Heiligenhäuschen; Sandstein, Nischenrelief, bezeichnet 1812                              | weitere Bilder Fotos hochladen |
| Wegekreuz                              | Weidenbacher Straße, Ecke Neue Straße Lage | 162[0]                            | Wegekreuz, bezeichnet 162[0]                                                             | Fotos hochladen                |
| Wegekreuz                              | nördlich des Ortes an der B 257 Lage       | 1629                              | Nischenkreuz, bezeichnet 1629                                                            | BW                             |
| Wegekreuz                              | östlich des Ortes auf der Höhe Lage        | 161[7]                            | Nischenkreuz, bezeichnet 161[7]                                                          | BW                             |
| Wegekreuz                              | westlich des Ortes an einem Feldweg Lage   | 1819                              | Schaftkreuz, Sandstein, bezeichnet 1819                                                  | BW                             |